# Silvia Domínguez
Silvia Domínguez, född 31 januari 1987 i Montgat, är en spansk basketspelare. Domínguez blev olympisk silvermedaljör i basket vid sommarspelen 2016 i Rio de Janeiro.